# Richmond Football Club
Il Richmond Football Club è un club inglese di rugby a 15 la cui sede si trova nel quartiere londinese di Richmond upon Thames.
Fondato nel 1861, era originariamente anche un club calcistico e, come tale, disputò nel 1863, contro il Barnes, il primo incontro in Inghilterra sotto le nuove regole della Football Association.
Tra i primissimi, in ordine di tempo, club professionistici del rugby inglese, dopo un periodo brillante in Premiership ridimensionò le proprie ambizioni per problemi economici e, dopo avere militato per quasi un decennio sotto il quarto livello del rugby nazionale, nel 2013-14 milita in National League One, la terza divisione inglese.
I colori sociali della squadra sono il giallo, il rosso e il nero; il campo da gioco è l'Athletic Ground di Richmond, area sulla quale disputa i suoi incontri dal 1889.

## Storia
Il club si formò nel 1861 a Richmond upon Thames, oggi quartiere londinese all'epoca nel Surrey; inizialmente i suoi membri giocavano sia a calcio che a rugby tanto che, quando le regole dello sport con la palla tonda furono codificate dalla Football Association, il caso volle che il Richmond fosse il primo club a disputare un incontro di calcio, contro il Barnes F.C., il 19 dicembre 1863.
Tuttavia, non molto dopo, il Richmond abbandonò il calcio e nel 1871 fu tra i membri fondatori della Rugby Football Union.
Storicamente il club disputò i tornei di contea di Londra e del Surrey e vanta un ruolo di rilievo nella storia del rugby inglese: nel 1905 affrontò sul terreno di casa, l'Athletic Ground, la selezione degli All Blacks nel loro tour nell'Emisfero Nord e, il 2 ottobre 1909, tenne a battesimo il neonato stadio di Twickenham in un'amichevole contro i rivali cittadini degli Harlequins.
Il 1º gennaio 1978 il Richmond fu in Italia, ospite della selezione veneta dei Dogi, contro i quali giocò e perse 6-26 un incontro amichevole al "Monigo" di Treviso.
Quando nel 1995 il rugby a 15 divenne professionistico, il Richmond fu tra i primissimi di coloro che cambiarono status e iniziarono a ingaggiare giocatori con corrispettivi economici grazie agli ingenti investimenti operati nel club da parte di Ashley Levett, un finanziere inglese di stanza nel Principato di Monaco; promosso in National Division One per la stagione 1996-97, si classificò terzo alla sua prima esperienza in massima divisione; tuttavia, dopo solo due stagioni, per i troppi costi di gestione, terminò in amministrazione controllata: all'epoca Levett aveva investito nel club 8 milioni di sterline.
Il direttore esecutivo della Premiership Tom Walkinshaw decise quindi, dopo avere decretato la riduzione della Premiership 1999-2000 da 14 a 12 squadre, di imporre al Richmond e a un altro club in amministrazione controllata, il London Scottish (nella stessa situazione, in quanto anch'esso si reggeva sui fondi, poi tagliati, di un investitore britannico del Principato, Tony Tiarks), la fusione delle loro prime squadre e l'acquisizione da parte del London Irish, che sarebbe stata l'unica sopravvissuta a proseguire in Premiership.
Di fronte alla minaccia di Walkinshaw di acquistare il club alla cifra simbolica di una sterlina per poi chiuderlo, la fusione ebbe luogo.
L'anno successivo fu permesso al Richmond di ripartire dalle serie minori, e nella stagione 2000-01 una sua squadra si iscrisse al nono livello di lega, guadagnando rapidamente in quattro stagioni l'ammissione al campionato cittadino londinese, quinta serie nazionale; in quel periodo, benché lontano dalle serie superiori, riuscì a ingaggiare il sudafricano Bobby Skinstad, che all'epoca era ancora prima scelta negli Springbok; lo stesso Skinstad fu accreditato di trattare l'acquisto del club quando si sparse la voce di un suo interesse ad acquistare una squadra di rugby a Londra, anche se la cosa non ebbe mai un seguito.
Nel 2008 il club fu promosso in National League 2, la quarta divisione nazionale, e dal 2011 milita in National League 1, terza divisione.
Il club ha anche una squadra femminile, le Richmond Women, nata nel 1986, che milita nella prima divisione inglese e ha vinto diversi titoli di campione nazionale, oltre ad avere dato numerose giocatrici all'Inghilterra femminile.

## Giocatori di rilievo
In varie epoche numerosi giocatori di rilievo internazionale hanno militato nel Richmond: 126 elementi hanno rappresentato il proprio Paese nel periodo di militanza in tale club; tra di essi, a parte il citato Skinstad, figurano gli argentini Rolando Martín e Agustín Pichot, l'inglese Ben Clarke e il gallese Scott Quinnell; questi ultimi in particolare hanno rappresentato anche i British and Irish Lions, sebbene non durante la militanza nel Richmond.
Tra i giocatori che hanno militato nel Richmond si segnalano:
- Allan Bateman
- Laurent Cabannes
- Rolando Martín
- Brian Moore
- Agustín Pichot
- Matt Pini
- Craig Quinnell
- Scott Quinnell
- Andrew Sheridan
- Bobby Skinstad
- Richard West